# Meotroy
Meotroy is een bestuurslaag in het regentschap Belu van de provincie Oost-Nusa Tenggara, Indonesië. Meotroy telt 1575 inwoners (volkstelling 2010).